# Віскача перуанська
Віскача перуанська (Lagidium peruanum) — гризун роду гірські віскачі. Цей гризун має широкий діапазон розповсюдження, який перекривається з природоохоронними територіями та передбачає значну чисельність. Мешкає в центральному й південному Перу та на півночі Чилі й, можливо, в сусідніх районах Болівії, навколо озера Тітікака. Діапазон розповсюдження по висоті над рівнем моря: 300 м. (на узбережжі океану) — 5.000 м. Полюбляє кам'янисті місцевості; притулки вибирає в ущелинах. Період вагітності становить 140 днів, а звичайний розмір приплоду — одне маля. Лактація займає близько восьми тижнів. У Перу спарювання відбувається з жовтня по листопад.